# Ташко-Кочо, Тефта
Тефта Ташко-Кочо (алб. Tefta Tashko-Koço; 2 ноября 1910, Эль-Файюм, Египет — 22 декабря 1947, Тирана, Албания) — албанская оперная певица.

## Биография
В XIX веке предки певицы покинули деревню Фрашери в Албании и уехали жить в Египет. Когда Тефте было 11 лет, после смерти отца семья вернулась на родину в город Корча. В 1927 году семья вновь переехала — на этот раз во Францию в Монпелье, там Тефта закончила музыкальную школу. Еще во время обучения в школе преподаватели обратили внимание на хорошие вокальные данные девочки. Несмотря на трудное финансовое положении семьи Тефта получила бесплатную стипендию на обучение в Национальной консерватории в Париже, где обучалась с 1932 по 1935 годы. Обучение она проходила под наставничеством педагогов Жана Сере и Лео Берманди.

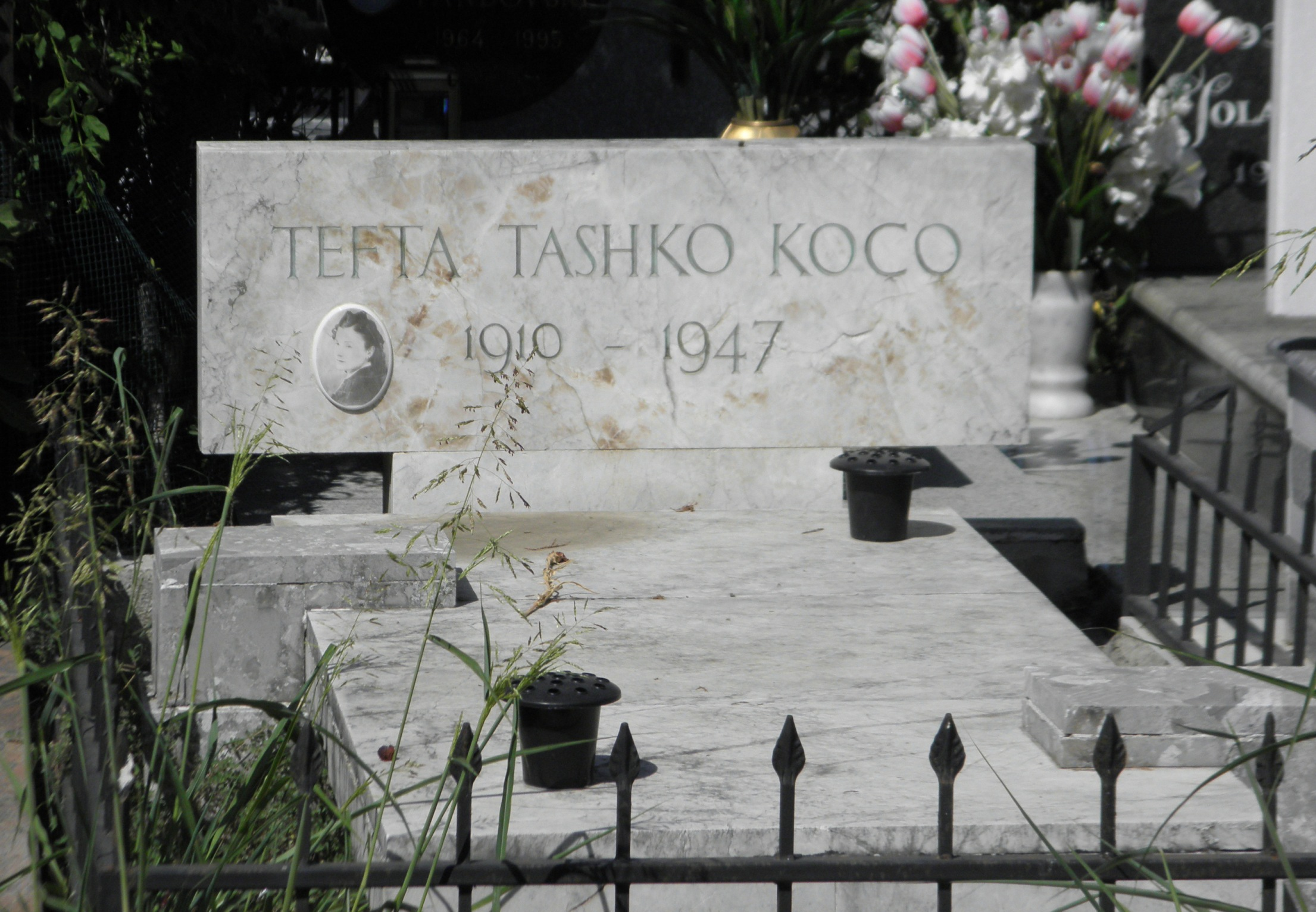
Могила певицы на кладбище в Тиране

Вернулась в Албанию в ноябре 1935 года и сразу же занялась концертной деятельностью, став одной из самых популярных певиц Албании. Концерты проходили во всех крупных городах страны и сопровождались высоким ажиотажем. В ряде случаев желающих попасть на концерт певицы было гораздо больше чем возможности концертных залов, порой концерты проходили на площадках не готовых к такому наплыву слушателей. Именно благодаря Тефте власти Албании осознали проблему отсутствия современных концертных площадок в стране. Концерты исполнительницы сопровождали пианисты Тонин Гуаразиу, а затем Лола Алекси.
В конце 1930-х годов, вероятно, появились первые записи фонограмм исполнительницы. В репертуаре певицы были представлены песни различных регионов Албании, среди самых популярных у зрителей были такие песни как
«Kroi и fshatit tone», «Dola ne penxhere» и «Zare trendafile». В 1937 году певица познакомилась с певцом Кристо Кочо, который владел баритоном, и не давно вернулся в Албанию на родину предков из-за границы. Тефта и Кристо поженились в 1940 году. В 1941 году пара отправилась в Милан где провела запись своих песен на профессиональном звукозаписывающем оборудовании. Так же в Италии Тефта выступила в ряде итальянских оперных постановок, среди которых были «Травиата» и «Севильский цирюльник».
Во время итальянского турне здоровье исполнительницы сильно ухудшилось, особенно это стало заметно после рождения сына Эно. После освобождения Албании в 1944 году от фашистских оккупантов певица вернулась на родину, и провела ряд радио-концертов на албанском радио. Вместе с тем она посвящала себя преподавательской работе, организовав занятия по вокалу в Иорданской школе искусств Миша, созданной в Тиране.
В 1946 году здоровье певицы значительно ухудшилось, и она была отправлена на лечение в СССР, где у нее был диагностирован рак. Скончалась Тефта Ташко-Кочо в 1947 году в возрасте 37 лет в Тиране.

## Память
После смерти певицы было присвоено звание Народной артистки Албании. В 1973 году о ней был снят документальный фильм — Këndon Tefta Tashko Koço (Поёт Тефта Ташко-Кочо). В шестидесятую годовщину смерти певицы в Албании был проведен концерт на котором выступили ведущие вокалисты страны. Именем Тефты Ташко-Кочо названа одна из улиц Тираны.